# Johnathon Schaech
Johnathon Schaech (Edgewood, Maryland; 10 de septiembre de 1969) es un actor, escritor, director y productor estadounidense. Conocido por su rol debut en How to Make an American Quilt como el seductor Leon o como Richard Fenton en Prom Night (2008). Fue nominado a los Premios MTV Movie como mejor villano por dicho papel.
Ganó el premio a mejor actor de apoyo en New York International Independent Film and Video Festival por su papel en Woundings (1988).

## Biografía
Schaech nació en Edgewood, Maryland, su padre Joseph un abogado y su madre Joanne Schaech una ejecutiva de los derechos humanos. Tiene ascendencia alemana e italiana. Es católico. Tiene una hermana: Renee, la cual ahora vive en Cumberland y es directora de la agencia Western Maryland.
Estuvo casado con Christina Applegate desde octubre del 2001 y se divorciaron en agosto del 2007. Luego de dos años, se compromete con la actriz de One Tree Hill, Jana Kramer. Se casaron el 4 de julio de 2010 en Míchigan y se divorciaron al año siguiente.
En 2013 se casa con Julie Solomon y ambos son padres de Camden Quinn Schaech, nacido ese mismo año.

## Filmografía
- How to Make an American Quilt (1995) ... Leon
- The Doom Generation (1995) ... Xavier Red
- Poison Ivy II (1996) ... Gredin
- That Thing You Do! (1996)  ... Jimmy Mattingly
- Welcome to Woop Woop (1997) ... Teddy
- Hush (1998) ... Jackson Baring
- Graceland (1998) ... Byron Gruman
- Splendor (1999) ... Abel
- After Sex ... Matt
- How to Kill Your Neighbor's Dog (2000) ... Adam
- The Forsaken (2001) ... Kit
- La cosa más dulce (2002) ... Tipo de la chaqueta de cuero
- Kiss the Bride (2002) ... Geoffrey 'Geoff' Brancato
- Judas (2004) ... Judas Iscariot
- Suzanne's Diary for Nicholas (2005) ... Matt
- 8MM 2 (2005) ... David
- Vice (2015) ... Chris
- Road House 2; Last Call (2006) ... Shane Tanner
- Little Chenier (2006) ... Beauxregard "Beaux" Dupuis
- Angels Fall (2007) ... Brody
- Living Hell (2008) ... Frank Sears
- Prom Night (Noche de graduación sangrienta) (2008) ... Richard Fenton
- Quarantine (2008) ... Fletcher
- Laid to Rest (2009) ... Johnny
- Bone Deep (2010) ... TBA
- 5 Days of August    (2011) ... Capitán Renzo Avaliani
- Laid to rest 2    (2012)
- The Legend of Hercules (2014) ... Tarak
- The Prince (2014) ... Frank
- Quantico (2015) ... Michael Parrish
- Marauders (2016) ... Detective Brian Mims
- Legends of Tomorrow (2016-2018) ... Jonah Hex
- Reprisal (film) (2018) ... Gabriel
- Day of the Dead: Bloodline (2018) ... Max
- Re-Animator: Evolution (2017) ... Doctor Herbert West
- The Night Clerk (2020) ... Nick Perretti
- Suitable Flesh (2023) ... Edward Derby[1]